# Guayabal (ort i Colombia)
Guayabal är en ort i Colombia.   Den ligger i departementet Tolima, i den centrala delen av landet, 100 km nordväst om huvudstaden Bogotá. Guayabal ligger 280 meter över havet och antalet invånare är 5 339.
Terrängen runt Guayabal är kuperad åt nordväst, men åt sydost är den platt. Runt Guayabal är det ganska glesbefolkat, med 38 invånare per kvadratkilometer. Närmaste större samhälle är Mariquita, 18,6 km norr om Guayabal. Omgivningarna runt Guayabal är huvudsakligen savann.